# Ana Dević
Ana Dević (Novi Sad, 04. maj 1959) sociološkinja i jedna od prvih žena koja je aktivno učestvovala i organizovala antiratne proteste protiv ratova u bivšoj Jugoslaviji.Bila je jedna od osnivačica ogranka Centra za antiratnu akciju (CAA), u Novom Sadu. Tokom ratova u bivšoj Jugoslaviji, održavala je kontakte i učestvovala u povezivanju mirovnih aktivista i aktivistkinja na prostoru bivše Jugoslavije, kao i sa međunarodnom javnošću.
Bitan deo njenog naučno-istraživačkog rada u poslednjim decenijama ticao se nacionalizma, feminizma i društvenih pokreta. Kao naučna radnica bila je angažovana na univerzitetima u Turskoj, Sjedinjenim američkim državama (SAD), Danskoj i Velikoj Britaniji (VB).
Članica je Asocijacije za istraživanja nacionalnih pitanja, čije je sedište na njujorškom Univerzitetu Kolumbija (Association for the Study of Nationalities, Columbia University, New York, USA), kao i Američke sociološke asocijacije (American Sociological Association).

## Naučna karijera
Diplomirala je 1983. godine na novosadskom Univerzitetu, ogranak subotičkog Ekonomskog fakulteta, na smeru "Planiranje i privredni razvoj". Nakon diplomiranja, 1986. godine stiče i Master diplomu iz studija razvoja, smer "Politika i razvojne strategije" (M.A. Development Studies), na Institutu za društvene nauke, Hag, Holandija (Institute of Social Studies, The Hague, the Netherlands).
Godine 1993. na Univerzitetu Kalifornija u San Diegu, SAD (University of California at San Diego), stekla je Master diplomu (M.A.) i diplomu magistra filozofije (M. Phil.) u oblasti sociologije, a  potom i diplomu doktora filozofije u oblasti sociologije (Ph.D., Sociology) 2000. godine sa temom “Konstrukcija socijalističkog nacionalizma i njegove alternative: društveni i politički kontekst i intelektualna kritika u SFR Jugoslaviji od sredine 1960-ih do 1992” (Forging Socialist Nationalism and Its Alternatives: Official Nationalism, Intellectual Activism, and Everyday Solidarities in Yugoslavia, 1960s-1992).
Univerzitetsku karijeru započinje na Blikent Univerzitetu u Ankari ( Turska), a bila je angažovana i kao gostujući docent na Braun Univerzitetu u Providensu (SAD), na danskom Univerzitetu u Orhusu, Univerzitetu u Glazgovu (VB).
Na Fakultetu za evropske pravno-političke studije u Novom Sadu vanredni je profesor od 2011. godine.

## Mirovni aktivizam
Sa početkom ratova u bivšoj Jugoslaviji, Ana Dević je sa grupom od šest studenata i novinara iz Novog Sada, organizovala antiratni protest u julu 1991. godine. Krajem jula, sa drugim mirovnim aktivistima osniva Centar za antiratnu akciju u Novom Sadu kao „rekaciju na jugoslovensku svakodnevicu – građanski rat“. U tom trenutku su tekle i pripreme za organizovanje ogranaka CAA na teritoriji Vojvodine u Vršcu, Subotici i Zrenjaninu, a u novembru iste godine Vera Vebel Tatić sa drugim mirovnim aktivistima, osnovala CAA i u Adi.
Skupa sa mirovnjacima iz Bosanske Dubice, Zagreba, Beograda, Zrenjanina i Međaša, već 7. septembra 1991. godine, Ana Dević i novosadski ogranak CAA u Novom Sadu mirovni koncert „Novi Sad za mir“.
Činjenica je da je režim Slobodana Miloševića centralizovao medije, kao i da je u svim jugoslovenskim republikama bila ista medijska situacija – nacionalistički diskurs, i nemogućnost mirovnog pokreta da dopre do javnosti. U  takvim uslovima, uslovima medijske blokade, mirovnjaci iz većeg dela bivše Jugoslavije su na septembarskom okupljanju u Novom Sadu zaključili da je probijanje medijske blokade, povezivanje i razmena  informacija između jugoslovenskih mirovnih organizacija jedna od najvažnijih aktivnosti.
Tokom ratova u bivšoj Jugoslaviji, Ana Dević je učestvovala u nizu antiratnih skupova u bivšoj Jugoslaviji, kao i u kampanji skupljanja potpisa protiv regrutacije i mobilizacije u Novom Sadu i Beogradu koja je trajala krajem 1991. i početkom 1992. godine.
Takođe, Ana Dević je antiratni angažman povezala i sa svojim kasnijim naučnim radom fokusirajući se na nacionalizam i feminizam, i 20 godina kasnije, u razgovoru za podgorički nedeljnik „Monitor“ ocenila je da je politički vrh Saveza komunista Jugoslavije (SKJ), a ne intelektualna elita Srbije, odgovoran za širenje nacionalizma. Prema njenoj oceni, bez pobede Miloševića na VIII sednici SKJ 1987. godine nacionalistički diskurs pojedinih pisaca i novinara u Srbiji „bi pale na gluhe uši.“
Ana Dević smatra da je teško analizirati nacionalizam, jer je on institucionalan sistem, globalna hegemonija koja je legitimna u modernom svetu.

## Spoljašnje veze
- „Fakultet za evropske pravno-poltičke studije Prof. dr Ana Dević CV”. Архивирано на веб-сајту  (16. децембар 2022)
- Univerzitet u Bolonji Prof dr Ana Devic CV
- „Muzej 90tih”. Архивирано на веб-сајту  (18. децембар 2022)